# Erik Wijmeersch
Erik Wijmeersch, né le 23 janvier 1970 à Saint-Nicolas est un athlète belge, spécialiste des épreuves de sprint.

## Biographie
Il remporte la médaille d'or du 200 mètres lors des Championnats d'Europe en salle 1996, à Stockholm, dans le temps de 21 s 04, devant le Grec Aléxios Alexópoulos et le Suédois Torbjörn Eriksson.

### Palmarès
| Date | Compétition                    | Lieu      | Résultat | Épreuve |
| ---- | ------------------------------ | --------- | -------- | ------- |
| 1996 | Championnats d'Europe en salle | Stockholm | 1er      | 200 m   |

### Records
| Épreuve | Performance | Lieu     | Date                           |
| ------- | ----------- | -------- | ------------------------------ |
| 60 m    | 6 s 69      | Gand     | 6 février 2005 20 février 2005 |
| 100 m   | 10 s 17     | Oordegem | 28 juin 1997                   |
| 200 m   | 20 s 42     | Tallinn  | 9 juin 1996                    |